# 全国高等学校選抜大会
全国高等学校選抜大会（ぜんこくこうとうがっこうせんばつたいかい）は、高校スポーツ大会の一種である。全国高等学校体育連盟（高体連）管轄の競技では選抜以外の名称を使用する場合もある。

## 概要
競技大会の大半は全国高等学校総合体育大会（インターハイ）と異なり毎年開催地が定められ、インターハイの約半年後となる春に開催される。原則として、1・2年生が参加。ただし、バスケットボールは12月、アイスホッケーは8月にそれぞれ開催され、これらは3年生も出場が可能。インターハイと差別化を図るためにマスコミとタイアップを組んだり、独自色を打ち出す競技も多く、中にはジュニアオリンピックも兼ねて行われる競技や、総務省・文部科学省が打ち出す「スポーツ拠点づくり推進事業」に基づいた開催地で行う競技もいくつか存在する。多くの場合先に始まっていた野球のように出場校はブロック単位で各競技連盟が決定しており、ラグビーのように各ブロックの強豪校以外の枠を設ける場合もある。一方で、バスケットボールのようにインターハイ同様都道府県単位で予選を実施する競技も存在する。個人競技の場合、学校対抗は行わない場合が多い。
高体連管轄の競技では1970年度より大会の開催が認められるようになった。男子サッカーは1963年のインターハイ開始移行にインターハイを選手権とする見込みで、冬の選手権が高体連の管轄から外れたがそれをとりやめ、選抜大会を選手権とすることで再び高体連の管轄となっている。その他にも選抜大会を名乗らなかった、名乗らなくなった競技がある。
一方、野球など高体連に参加していない競技やかつての少林寺拳法のようなインターハイ不参加の競技にも選抜大会が開催される場合もある。

## 競技大会一覧
2014年度実施大会、☆はジュニアオリンピック、※はスポーツ拠点づくり推進事業。

### 高校総体競技

#### 選抜を名乗る大会
- 全国高等学校体操競技選抜大会
- 全国高等学校新体操選抜大会
- 全国高等学校選抜卓球大会
- 全日本高等学校選抜ソフトテニス大会
- 全国高等学校ハンドボール選抜大会
- 全国高等学校選抜バドミントン大会
- 全国高等学校ソフトボール選抜大会（女子は☆、男子は※）
- 全国高等学校相撲新人選手権大会（全国高等学校相撲選抜大会）
- 全国高等学校選抜スキー大会※
- 全国高等学校選抜ボート大会※
- 全国高等学校剣道選抜大会
- 全国高等学校選抜レスリング大会
- 全国高等学校弓道選抜大会
- 全国選抜高校テニス大会
- 全国高等学校選抜クライミング選手権大会
- 全国高等学校選抜自転車競技大会
- 全国高等学校ボクシング選抜大会☆
- 全国高等学校選抜ホッケー大会
- 全国高等学校ウエイトリフティング競技選抜大会※
- 全国高等学校選抜フェンシング大会
- 全国高等学校空手道選抜大会☆
- 全国高等学校アーチェリー選抜大会☆
- 全国高等学校なぎなた選抜大会※
- 全国高等学校選抜ラグビーフットボール大会※
- 全国高等学校選抜ヨット選手権大会
- 全国高等学校選抜スピードスケート大会
- 全国高等学校少林寺拳法選抜大会
- 全国高等学校カヌー選抜大会

#### 選抜を名乗らない大会
- 全国高等学校サッカー選手権大会 - 従来からのものを組み込み
- 全国高等学校柔道選手権大会 - 新設時より
- 全日本バレーボール高等学校選手権大会 - 全国高等学校バレーボール選抜優勝大会から2011年より変更
- 全日本高等学校女子サッカー選手権大会 - 従来からのものを2014年度から組み込み
- 全国高等学校バスケットボール選手権大会 - 選抜優勝大会から2017年より変更

#### 高体連管轄外大会
- 全国選抜招待高等学校駅伝競走弥彦大会
- 選抜高校女子サッカー大会
- 全国高等学校選抜アイスホッケー大会

### 高校総体不参加競技・種目
- 全国高等学校ライフル射撃競技選手権大会 - 高体連から選抜大会扱い
- 全国高等学校女子ウエイトリフティング競技選手権大会 - 同上
- 全日本高校・大学ダンスフェスティバル - 同上
- 紫灘旗高校弓道大会 - 同上
- 全日本高等学校馬術競技大会 - 同上

### 高体連管轄外競技
- 選抜高等学校野球大会（日本高等学校野球連盟）
- 全国高等学校女子硬式野球選抜大会（全国高等学校女子硬式野球連盟）
- 全国高等学校ゴルフ選手権春季大会（日本高等学校・中学校ゴルフ連盟）
- 全国高等学校日本拳法選抜大会（全国高等学校日本拳法連盟）
- 全国高等学校対抗ボウリング選手権大会※
- 全日本選抜高等学校パワーリフティング選手権大会（全日本高等学校パワーリフティング連盟）※